# Michael Walzer
Michael Walzer (ur. 3 marca 1935) − amerykański filozof i intelektualista. Profesor emerytowany w Instytucie Studiów Zaawansowanych (IAS) w Princeton w stanie New Jersey. Jest współwydawcą (wraz z Michaelem Kazinem) magazynu Dissent, z którym jest związany od czasu studiów na Uniwersytecie Brandeis. Jest autorem książek z zakresu wielu dziedzin, w tym dotyczących genezy wojen sprawiedliwych i niesprawiedliwych, nacjonalizmu, grup etnicznych, sprawiedliwości społecznej, krytyki modeli społecznych, radykalizmu, tolerancji oraz zaangażowania politycznego. Jest również redaktorem dwutygodnika „The New Republic”. Do dzisiaj napisał 27 książek oraz opublikował ponad 300 artykułów, esejów i recenzji książek w magazynach „Dissent”, „The New Republic”, „The New York Review of Books”, „The New Yorker”, „The New York Times”, „Harpers” i wielu innych czasopismach politycznych i filozoficznych.

## Życie i twórczość
Michael Walzer jest zwykle identyfikowany jako jeden z liderów ruchu propagującego idee komunitaryzmu w teorii nauk politycznych, wraz z Alasdairem MacIntyrem oraz Michaelem Sandelem. Podobnie jak oni, Walzer niekoniecznie zgadza się z taką kategoryzacją. Jednocześnie wielokrotnie twierdził, że teoria polityczna musi być oparta na tradycjach i kulturze danego społeczeństwa. Uznaje, że w filozofii politycznej dominują idee nadmiernie abstrakcyjne. Do jego najważniejszych intelektualnych dokonań zalicza się Wojny sprawiedliwe i niesprawiedliwe (Just and Unjust Wars), zawierające rewitalizację teorii wojny sprawiedliwej, podkreślającej wagę aspektów etycznych w czasie wojny, przy jednoczesnej rezygnacji z pacyfizmu; teorię „równości złożonej”, dla której miernikiem równości nie jest pojedyncze materialne czy moralne dobro, lecz pochodzące z egalitarnej sprawiedliwości wymaganie, aby każde dobro było rozdzielane według jego społecznego znaczenia oraz głoszącej, że żadne dobro (takie jak pieniądze czy polityczna władza) nie może dominować lub zniekształcać dystrybucji dóbr z innych obszarów; a także przekonującej, że sprawiedliwość jest przede wszystkim moralnym standardem obowiązującym w poszczególnych narodach i społeczeństwach, a nie czymś, co może być rozwijane w uogólnionej abstrakcji. 
W książce O Tolerancji (On Toleration) Walzer opisuje różne przykłady i podejścia do tolerancji w wielonarodowych imperiach, takich jak starożytny Rzym, w historycznych i teraźniejszych społeczeństwach międzynarodowych, wspólnotach (takich jak Szwajcaria), krajach narodowych (jak Francja) oraz społeczeństwach imigrantów (jak Stany Zjednoczone). Podsumowuje całość opisując ponowoczesny obraz, w którym kultury w narodach imigracyjnych zmieszały się i połączyły do tego stopnia, że tolerancja staje się wewnętrzną kwestią rodziny i wspólnoty.
Walzer jest starszym bratem historyczki Judith Walzer Leavitt.

## Edukacja
W 1956 roku Walzer ukończył z najwyższym wyróżnieniem studia na Uniwersytecie Brandeis otrzymując licencjat z historii. Następnie studiował na Uniwersytecie Cambridge w ramach stypendium Fulbrighta (1956–1957) i ukończył studia doktoranckie na Uniwersytecie Harvarda, uzyskując tytuł doktora politologii i nauk społecznych (Ph.D. in Government) w 1961 roku.

## Kariera
Walzer w 1962 roku został profesorem na Uniwersytecie Princeton. Uczył tam do 1966 roku, kiedy to przeniósł się na Harvard. Kontynuował tam karierę do 1980 roku, kiedy stał się członkiem stałym w Szkole Nauk Społecznych w Instytucie Studiów Zaawansowanych (IAS).
Walzer prowadził kursy semestralne z Robertem Nozickiem w 1971 roku zatytułowane „Kapitalizm i Socjalizm”. Kurs był debatą pomiędzy oboma prowadzącymi – ówcześnie przedstawiane poglądy Nozicka zawarte są w jego dziele Anarchia, państwo i utopia, natomiast Walzer reprezentował treści, opisane we własnych Sferach sprawiedliwości, gdzie uzasadniał teorię „złożonej sprawiedliwości”.
Walzer jest członkiem rady wydawniczej „Jewish Review of Books”.

## Osiągnięcia
W kwietniu 2008 Walzer otrzymał prestiżową nagrodę Soczewki Spinozy (Spinoza Lens), przyznawaną co dwa lata w Holandii za osiągnięcia w dziedzinie etyki. Był również uhonorowany tytułem profesora emerytowanego w prestiżowym Instytucie Studiów Zaawansowanych (IAS).

## Publikacje
- Wojny sprawiedliwe i niesprawiedliwe. Rozważania natury moralnej z uwzględnieniem przykładów historycznych – Wydawnictwo Naukowe PWN, 2010 (Just and Unjust Wars, Basic Books, 1977, second edition, 1992, third edition, 2000, fourth edition, 2006, ISBN 0-465-03705-4)
- Sfery sprawiedliwości Obrona pluralizmu i równości – Wydawnictwa Uniwersytetu Warszawskiego, 2008 (Spheres of Justice, Basic Books, 1983, ISBN 0-465-08189-4)
- Spór o wojnę – Wydawnictwo Muza, 2006 (Arguing About War, Yale University Press, 2004, ISBN 0-300-10365-4)
- Moralne maksimum, moralne minimum – Wydawnictwo Krytyki Politycznej (Thick and Thin: Moral Argument at Home and Abroad, Notre Dame Press, 1994, ISBN 0-268-01897-9)
- The Revolution of the Saints: A Study in the Origins of Radical Politics (Harvard University Press, 1965) ISBN 0-674-76786-1
- Obligations: Essays on Disobedience, War and Citizenship (Harvard University Press, 1970) ISBN 0-674-63025-4
- Political Action (Quadrangle Books, 1971) ISBN 0-8129-0173-8
- Regicide and Revolution (Cambridge University Press, 1974) ISBN 0-231-08259-2
- Radical Principles (Basic Books, 1977) ISBN 0-465-06824-3
- Exodus and Revolution (Basic Books, 1985) ISBN 0-465-02164-6
- Interpretation and Social Criticism (Harvard University Press, 1987) ISBN 0-674-45971-7
- The Company of Critics (Basic Books, 1988) ISBN 0-465-01331-7
- Civil Society and American Democracy (Rotbuch Verlag, 1992, in German) ISBN 3-596-13077-8
- What It Means to Be an American (Marsilio Publishers, 1992) ISBN 1-56886-025-0
- Pluralism, Justice and Equality, with David Miller (Oxford University Press, 1995) ISBN 0-19-828008-4
- Toward a Global Civil Society (Berghahn Books, 1995) ISBN 1-57181-054-4
- On Toleration (Yale University Press, 1997) ISBN 0-268-01897-9
- Arguments from the Left (Atlas, 1997, in Swedish)
- Pluralism and Democracy (Editions Esprit, 1997, in French) ISBN 2-909210-19-7
- Reason, Politics, and Passion (Fischer Taschenbuch Verlag, 1999, in German) ISBN 3-596-14439-6
- The Jewish Political Tradition, Vol. I: Authority. co-edited with Menachem Lorberbaum, Noam Zohar, and Yair Lorberbaum (Yale University Press, 2000) ISBN 0-300-09428-0
- Exilic Politics in the Hebrew Bible (Mohr Siebeck, 2001, in German) ISBN 3-16-147543-7
- War, Politics, and Morality (Ediciones Paidos, 2001, in Spanish) ISBN 84-493-1167-5
- The Jewish Political Tradition, Vol. II: Membership. co-edited with Menachem Lorberbaum, Noam Zohar, and Yair Lorberbaum (Yale University Press, 2003) ISBN 978-0-300-09428-2
- Politics and Passion: Toward A More Egalitarian Liberalism (Yale University Press, 2004) ISBN 0-300-10328-X
- Law, Politics, and Morality in Judaism. edited by Walzer (Princeton University Press, 2006) ISBN 0-691-12508-2
- Thinking Politically (Yale University Press, 2007) ISBN 978-0-300-11816-2